# Eerste Havendok
Het Eerste Havendok was een dok in de haven van Antwerpen. Het dok werd in 1907 gegraven en in 1992/93 weer gedempt. Toen dit dok samen met een gedeelte van het latere Albertdok gegraven werd lag het voor de toenmalige begrippen zo vér van de stad verwijderd, dat het door de havenarbeiders ook wel Siberiadok werd genoemd. Het was 7,82 ha groot.
Dit voormalige en verdwenen Eerste Havendok had nog een betonnen lage steiger van ong. 20 meter breed, die 1/2 en de gehele doklengte (500 meter bij 150 meter) besloeg. De kaainummering vanaf 104 zuidoost tot 110 zijn verdwenen en gedempt. Achter de kade bestaat nog de taverne "Café nº110" waar de havenarbeiders 's middags hun boterhammen of middagmaal aten in de gaarkeuken. Natuurlijk werd daar ook iets gedronken. Ook was hier de eerste ligplaats van het Kerkschip Sint-Jozef.
Het verdwenen Eerste Havendok was 500 meter bij 150 meter en had een diepte van 5,25 meter. Voorbij de Siberiabrug wordt de havendiepte vergroot van 3,33 meter naar 5,25 meter (Albertdok) en 6,25 meter (Amerikadok).
Het Eerste Havendok had een schuin betonnen talud om roll-on-roll-offschepen (zeeschepen voor rollend materiaal, zoals vrachtwagens, tractoren en auto's) aan of af te meren. Deze roroschepen hadden achteraan een zeer hoge laadklep die ze neerlieten op het talud om de voertuigen te lossen of te laden. Sommige roroschepen hadden vooraan een opwaarts gaande voorsteven met laadklep om voertuigen te laden of lossen.
De rechte kade nu, die aansluit naar het nog bestaande Tweede Havendok is doorgetrokken en heeft nog de nummers 100 (oostzijde) tot 104 (oostzijde).
Het is nu een vaargeul naar het Albertdok, dat eigenlijk hier begint. Op nº 104 is het bezet door een van de grote concessies van Westerlund Corporation, die alom in het gehele havengebied, vertegenwoordigd is.
Op de schuingemaakte hoek van nº 100 tot 102 staan vernieuwde en moderne magazijnen en hangaars. Daarachter is ook het Norwegian Government Seaman's Service (Velferdstjenesten for handels fläten) Nordahl Grieg Sportcentre
(Fritidssenteret), een soort sport- en bijeenkomstcentrum voor Scandinavische zeelui.
Nummer 118 vormt de afsluitingskaaimuur van het gedempte Eerste Havendok. Ze loopt gelijk verder met de verdere nummering 120 tot 122.
Op de Antwerpse rechteroever van de Schelde:
Albertdok · Amerikadok · Asiadok · Bevrijdingsdok · Bonapartedok · Churchilldok · Derde Havendok · Eerste Havendok · Graandok · Hansadok · Houtdok · Industriedok · Kanaaldok · 
Kattendijkdok · Kempisch dok · Kooldok · Leopolddok · Lobroekdok · Margueriedok · Marshalldok · Noordschippersdok · Petroleumdok · Sasdok · Schippersdok · Schuildok voor Lichters · Siberiadok · Steendok · Straatsburgdok · Suezdok · Tweede Havendok · Verbindingsdok · Vierde Havendok · Vijfde Havendok · Willemdok · Zesde Havendok · Zuiderdokken
Op de Oost-Vlaamse linkeroever van de Schelde:
Deurganckdok · Doeldok · Noordelijk Insteekdok · Saeftinghedok · Verrebroekdok · Vrasenedok · Waaslandkanaal · Zuidelijk Insteekdok